# PCfan
PCfan（ピーシーファン）は、毎日コミュニケーションズ（現:マイナビ出版）が発行していたパソコン雑誌。
なお「PCfan」ブランド自体は、2015年現在も「マイナビムック」の1ブランドとして存続しているが、当項目ではパソコン雑誌時代を主題として解説する。

## 概要
パソコン総合誌として1993年12月創刊。当初は月刊誌であったが、後に月2回刊となった。2009年3月から再び月刊誌となり、付録を付けたこともあったが、読者のニーズが多様化したこともあり、2011年7月23日発売の2011年9月号をもって雑誌としては休刊となった。
通常の定価は初期の頃は380円であったがその後は390円、再月刊化後は670円であった。
発売日は月2回刊時代は毎月15・29日、再月刊化後は毎月29日発売であったが、末期は24日発売であった。
表紙は初期の頃は男性芸能人も表紙になることがあり、創刊号の表紙は松村邦洋であった。その後は女性芸能人（特に若手の女優、アイドル）の起用を主体とし、月2回刊以降は男性芸能人はあまり起用されなくなり、程なくして女性芸能人のみの起用となった。なお、末期は女性声優が表紙になることがほとんどであり、最終号の表紙は藤田咲と三上枝織であった。
発行部数は2010年時点で公称15万部。月2回刊時代は完売になることもあった。
姉妹誌には「PCfan DOS/V SPECIAL」（後の「DOS/V SPECIAL」。2006年9月休刊）があった。なお、「Mac Fan」との関連はない。

## 略歴
- 1993年12月 - 月刊誌として創刊。定価は380円
- 1995年11月 - 姉妹誌として「PCfan DOS/V SPECIAL」創刊。
- 1996年4月 - 月2回刊になる。毎月15・29日発売。
- 2007年12月15日 - 表紙デザインをリニューアル。
- 2009年3月 - 再び月刊誌にリニューアル。毎月29日発売。同時に定価を670円に改訂[6]。
- 2010年1月29日 - 文字サイズ変更など、誌面リニューアル[7]。
- 2010年12月24日 - 発売日を毎月24日に変更[8]。
- 2011年7月 - 休刊。これにより、マイナビから専門誌以外のパソコン雑誌市場から撤退する。これ以降、マイナビムックでの刊行となる。